# Псковско-ливонская война (1406—1409)
Псковско-ливонская война 1406—1409 годов — война между Псковской республикой и Ливонским орденом.

## Предыстория
По Салинскому договору 1398 года Великое княжество Литовское и Ливонский орден разделили Северо-Западную Русь на сферы влияния, обещав друг другу поддержку в военных действиях против Псковской и Новгородской республик. Согласно договору, Псков в результате совместной победы доставался Ливонскому ордену. Из-за иных военных вызовов оба государства медлили с реализацией оговоренных планов, однако в 1406 году Витовт после взятия Смоленска вторгся в Псковскую землю и разорил псковскую крепость Коложе. Поскольку новгородцы отказали псковичам в поддержке, Псков обратился за помощью к Москве. Великий князь Василий I, обеспокоенный усилением Литвы, отозвался на просьбу псковичей о помощи и «разверже мир» с Витовтом. Так началась литовско-московская война 1406—1408 годов. В конце июня псковичи во главе с великокняжеским наместником Даниилом Александровичем совершили поход под Полоцк и три дня безуспешно осаждали его.

## Ход войны
В августе Ливония вступила в войну на стороне Витовта. Объединённые силы Ордена, Дерптского и Курляндского епископств разорили окрестности Изборска, Острова и Котельно. Ещё один ливонский отряд отправился к Велью, но был разбит отрядом вельян. В ответном походе на земли Дерптского епископства псковичи разбили ливонцев в битве при Киремпе. Ещё один крупный и успешный поход был совершён за реку Нарву в 1407 году во главе с новым московским наместником Константином Дмитриевичем. Одним из результатов стало взятие города Порха.
В августе 1407 года ливонцы во главе с ландмайстером Конрадом фон Фитингхофом предприняли полномасштабный поход на Псков. Псковское войско преградило ливонцам броды через Великую при Туховитицах, на протяжении четырёх дней отбивая их атаки и вынудив отступить к Камно, где Фитингхоф надеялся дождаться прибытия судового войска. Здесь на Лозоговицком поле псковичи настигли ливонцев и началась битва, известная как Каменское побоище. Чрезвычайно кровопролитное сражение, в котором обе стороны понесли значительные потери, окончилось тактической победой ливонцев после того, как псковичи организовано отступили. Однако из-за тяжёлых потерь Фитингхоф был вынужден прекратить поход на Псков и отойти в Ливонию. Одновременно с Каменским побоищем у входа в Тёплое озеро произошло столкновение псковской и ливонской судовых ратей. Из-за превосходящих сил противника псковичи бросили свои суда и вернулись во Псков пешими.
В 1408 году ливонцы совместно с литовцами осадили Велье, но были отброшены назад благодаря подошедшему отряду из Воронича. В феврале 1409 года ливонцы предприняли поход на Запсковье, но были отброшены псковским отрядом охочих людей во главе с Аристом Картачевичем, вероятно сыном убитого в Каменском побоище посадника Ефрема Картача. Вторично было осаждено ливонцами Велье, но также неудачно. В ходе боевых действий отдельные отряды ливонцев проникали и в Новгородскую землю, в которой грабили и выводили полон. В целом, однако, ливонцы убедились что, несмотря на разорения псковских волостей, подчинить Псков и отвоевать у него хоть какие-то земли им не удастся. На фоне Угорского договора Литвы и Москвы, делавшего проблематичным дальнейшее участие Литвы в войне, Орден пошёл на подписание мирного договора с Псковом. Мир был заключён на съезде в Кирьемпе летом 1409 года.

## Итоги войны
Война закончилась крушением экспансионистских планов Ордена и Великого княжества Литовского, оговоренных в Салинском договоре 1398 года. Выступление Москвы против Великого княжества Литовского позволило Псковской республике, атакованной Витовтом и Ливонским орденом, справиться с вражескими нашествиями и отстоять свою независимость. Оборонительные действия Пскова большую часть времени ограничились войной с Ливонией. Негативный опыт Пскова относительно поддержки Новгорода и позитивный опыт относительно поддержки Москвы прочно привязал Псков к последней, чем было обусловлено и участие Пскова на стороне Москвы в московско-новгородских войнах.